# Der Richter von Zalamea (1956)
Der Richter von Zalamea ist eine deutsche Literaturverfilmung der DEFA von Martin Hellberg aus dem Jahr 1956. Sie beruht auf dem gleichnamigen Bühnenstück von Pedro Calderón de la Barca.

## Handlung
Spanien im Jahr 1580: König Philipp II. begibt sich auf den Weg ins besiegte Portugal und seine Soldaten ziehen mit. Auf Einladung des reichen Bauern Pedro Crespo lassen sich einige Soldaten um Hauptmann Don Alvaro in Zalamea nieder. Don Alvaro wird bei Pedro Crespo einquartiert und erfährt bald von einem Getreuen, dass sein Wirt seine schöne Tochter Isabell vor den Soldaten versteckt hält. Don Alvaro fingiert mit dem naiven Rebolledo einen Kampf, in dessen Folge er in die Gemächer von Isabell eindringt. Er begehrt die junge Frau vom ersten Blick an. Das Eintreffen des Generals unterbindet nicht nur den Kampf. Der General erkennt den Ernst der Situation und quartiert Don Alvaro aus. Stattdessen nimmt er selbst das Zimmer für die Nacht, sollen doch die Soldaten schon am nächsten Tag weiterziehen.
Der General jedoch muss bereits in der Nacht weiterreiten. Zudem verpflichtet sich Pedro Crespos Sohn Juan als Soldat und folgt dem General. Don Alvaro nutzt die Gelegenheit und entführt Isabell, die nun außer ihrem Vater keinen Schutz mehr hat. Pedro Crespo wird von Don Alvaros Leuten niedergeschlagen, in den Wald verschleppt und an einen Baum gefesselt zurückgelassen. Don Alvaro setzt auch Isabell im Wald aus, nachdem er sie vergewaltigt hat. Als Juan von der Tat hört, wird er fahnenflüchtig und eilt ins Dorf zurück. Er stellt Don Alvaro im Wald und sticht ihn im Kampf nieder. Schwer verletzt wird Don Alvaro ins Dorf zurückgebracht. Isabell hat unterdessen Pedro Crespo im Wald gefunden und befreit. Da erscheint ein Schreiber bei Pedro Crespo und teilt ihm mit, dass er von den Dorfbewohnern zum Dorfrichter gewählt wurde.
Als Richter kehrt Pedro Crespo ins Dorf zurück. Er fleht Don Alvaro an, die Schande, die er über Isabell gebracht hat, von ihr zu nehmen und sie zu ehelichen. Don Alvaro lehnt jedoch brüsk ab, zumal er weiß, dass nur ein Kriegsgericht, nicht jedoch ein Bauer über ihn zu richten hat. Pedro Crespo lässt Don Alvaro verhaften. Der General hat erfahren, dass sein Hauptmann von einem Dorfrichter inhaftiert wurde und kehrt nach Zalamea zurück. Er fordert die Herausgabe des Hauptmanns, doch Pedro Crespo gibt ihm zu verstehen, dass er kein Urteil aus der Hand geben werde, das er als Richter ebenso fällen könne. Isabell erhebt Anklage gegen Don Alvaro und dieser wird zum Tode verurteilt. Gerade, als der General Zalamea beschießen lassen will, um die Herausgabe Don Alvaros zu erzwingen, erscheint der König. Er lässt sich den Kasus erklären und befindet, dass das Todesurteil gegen Don Alvaro rechtens ist. Die Vollstreckung will er durch eigene Gerichte durchführen lassen, doch zeigt ihm Pedro Crespo, dass Don Alvaro in der Zwischenzeit bereits hingerichtet wurde – Recht ist Recht, egal wer es vollstreckt. Auch hier stimmt der König am Ende zu. Er ernennt den weisen Richter zum Richter auf Lebenszeit und auch der General zeigt sich versöhnt. Mit einem letzten Gruß an Pedro Crespo und seine Familie ziehen die Soldaten weiter nach Portugal.

## Produktion
Regisseur Martin Hellberg hatte Der Richter von Zalamea bereits vor dem Filmdreh an der Berliner Volksbühne inszeniert. Er lehnte die Verfilmung an seine Theaterarbeit an. Im Jahr 1955 gedreht, erlebte der Film am 20. April 1956 im Berliner Kino Babylon und im DEFA-Filmtheater Kastanienallee seine Premiere. Zum Zeitpunkt seines Erscheinens galt er als „erste[r] Klassikerfilm der DEFA“.

## Kritik
Die zeitgenössische Kritik lobte Der Richter von Zalamea als „positive[n] Schritt unserer Filmkunst zur filmischen Neugestaltung eines dramatischen Werkes“:

„Martin Hellberg hat mit Leidenschaft und Liebe ein Projekt angepackt, das ihm als Künstler am Herzen lag und das er zu Recht als Kulturpolitiker für notwendig und gut hielt. Er hat dieses Projekt mit geringen Mitteln und in sehr kurzer (wahrscheinlich zu kurzer) Zeit verwirklicht. Das Ergebnis liegt vor. Es ist ein Versuch und will als solcher gewertet sein. Ein gelungener Versuch im Sinne des Nachweises seiner Berechtigung. Unvollkommen im Hinblick auf das Ziel, dem der Versuch dient: klassische Stoffe adäquat zu verfilmen.“

Andere Kritiker schrieben, dass Hellberg und Kameramann Neumann „die Kamera auf eine Meisterhafte Art [regieren], wie wir es aus den besten internationalen Filmen kennen und leider bei unseren Filmen oft vermissen.“ Auf der 2. Filmkonferenz wurde der Film von Staatssekretär und 1. Stellvertreter des Ministers für Kultur der DDR, Alexander Abusch als „klerikal-religiöse Propaganda“ kritisiert und der fehlende parteiliche Standpunkt der Filmschaffenden negativ hervorgehoben.
Das Lexikon des internationalen Films meinte, dass Hellberg „durch häufige Schauplatzwechsel eine spezifisch filmische Qualität“ zu erzeugen versuche und nannte Der Richter von Zalamea „ein achtbares, wenn auch nicht restlos gelungenes Experiment.“